# マクラーレン・MP4-31
マクラーレン MP4-31 (McLaren MP4-31) は、マクラーレンが2016年のF1世界選手権参戦用に開発したフォーミュラ1カーである。

## 概要
同年2月21日に正式発表。前年型のMP4-30で採用した「サイズゼロ」コンセプトを踏襲したマシンである。

## 2016年シーズン

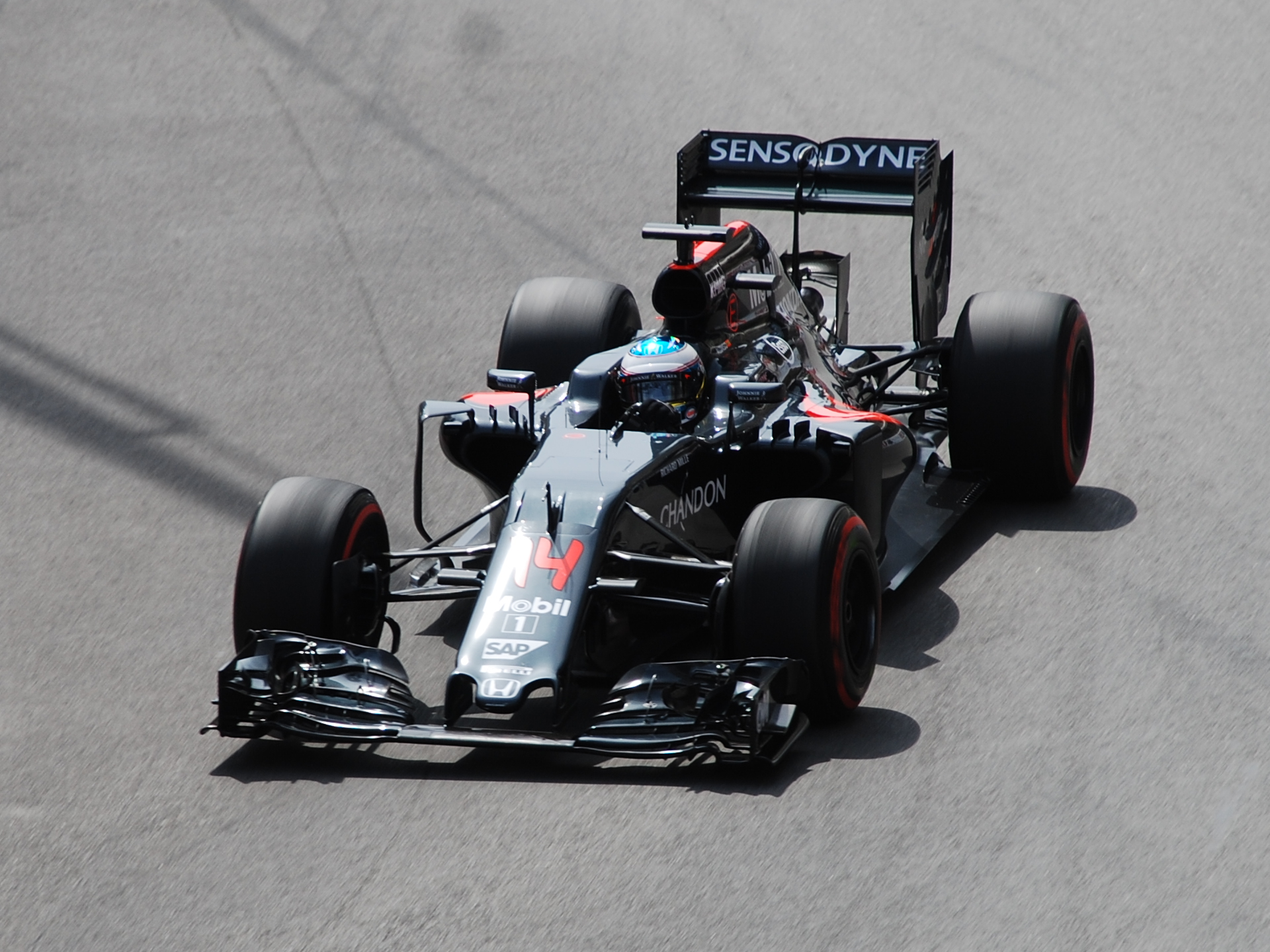
フェルナンド・アロンソ（モナコGP）

マシン性能は前年に比べると格段に向上し、予選では度々Q3に進出するようになり、決勝では表彰台には一歩及ばないもののコンスタントに入賞するようになった。コンストラクターズランキングも前年の9位から6位に浮上した。
第2戦バーレーンGPでストフェル・バンドーン（このレースのみ、開幕戦オーストラリアGPで負傷したフェルナンド・アロンソの代走として出場）が10位入賞を果たすと、第4戦ロシアGPでアロンソが6位、ジェンソン・バトンが10位でダブル入賞。第5戦スペインGPではアロンソがマクラーレン・ホンダ復活後初のQ3進出を果たした。続く第6戦モナコGPでもアロンソがQ3進出、決勝ではアロンソが5位、バトンは9位で2度目のダブル入賞。第9戦オーストリアGPでは、天候がめまぐるしく変わる中で、バトンが予選5位を獲得し前車2台のペナルティにより3番手スタートとなった（決勝は6位入賞）。第11戦ハンガリーGPではアロンソとバトンが揃ってQ3進出を果たした。第13戦ベルギーGPではアロンソがフリー走行や予選で度重なるマシントラブルに見舞われ、決勝は最後尾スタートとなったが7位入賞。第14戦イタリアGPではアロンソがファステストラップを記録した。第16戦マレーシアGPではアロンソが最後尾スタートから7位、バトンは9位で3度目のダブル入賞。ホンダのホームグランプリとなる日本GPは前年同様振るわなかったが、次のアメリカGPではアロンソが5位、バトンが9位で4度目のダブル入賞を果たした。最終戦アブダビGPでバトンがF1からの引退を表明した。

## スペック

### シャーシ
- シャーシ名：MP4-31
- シャーシ構造：カーボンファイバー/ハニカムコンポジット構造
- ブレーキキャリパー：曙ブレーキ工業（AKEBONO）
- ブレーキディスク・パッド：AKEBONO ベンチレーテッド式カーボンファイバーディスクブレーキ
- サスペンション：前後独立懸架 前輪プッシュロッド式/後輪プルロッド式トーションスプリング
- 無線：ケンウッド
- ホイール：エンケイ
- バッテリー：リチウムイオンバッテリー 20-25kg
- 重量：702kg（ドライバー含む・燃料は含まず）
- タイヤ：ピレリ P-Zero

### エンジン
- エンジン名：本田技研工業（ホンダF1） RA616H
- 気筒数・角度：V型6気筒・90度
- 排気量：1,600cc
- 最高回転数：15,000rpm（レギュレーションで規定）
- ターボ：シングル
- バルブ数：24
- バルブ駆動：圧搾空気式
- 燃料：エクソンモービル High Performance Unleaded
- 潤滑油：モービル1 エンジンオイル
- 重量：145kg

### ERS システム
- バッテリー出力：4MJ（1周あたり）
- MGU-K 出力：120kW
- MGU-K 最高回転数：50,000 rpm
- MGU-H 最高回転数：125,000 rpm

### ギアボックス
- ギアボックス：マクラーレン製 縦置き セミオートマチック・シーケンシャル電子制御（クイックシフト） 8速＋リバース1速

## 記録
| 年   | No. | ドライバー | 1   | 2   | 3   | 4   | 5   | 6   | 7   | 8   | 9   | 10  | 11  | 12  | 13  | 14  | 15  | 16  | 17  | 18  | 19  | 20  | 21  | ポイント | ランキング |
| 年   | No. | ドライバー | AUS | BHR | CHN | RUS | ESP | MON | CAN | EUR | AUT | GBR | HUN | GER | BEL | ITA | SIN | MAL | JPN | USA | MEX | BRA | ABU | ポイント | ランキング |
| ---- | --- | ---------- | --- | --- | --- | --- | --- | --- | --- | --- | --- | --- | --- | --- | --- | --- | --- | --- | --- | --- | --- | --- | --- | -------- | ---------- |
| 2016 | 14  | アロンソ   | Ret |     | 12  | 6   | Ret | 5   | 11  | Ret | 18† | 13  | 7   | 12  | 7   | 14  | 7   | 7   | 16  | 5   | 13  | 10  | 10  | 76       | 6位        |
| 2016 | 22  | バトン     | 14  | Ret | 13  | 10  | 9   | 9   | Ret | 11  | 6   | 12  | Ret | 8   | Ret | 12  | Ret | 9   | 18  | 9   | 12  | 16  | Ret | 76       | 6位        |
| 2016 | 47  | バンドーン |     | 10  |     |     |     |     |     |     |     |     |     |     |     |     |     |     |     |     |     |     |     | 76       | 6位        |

- 太字はポールポジション、斜字はファステストラップ （key）
- † 印はリタイアだが、90%以上の距離を走行したため規定により完走扱い。